# Herpolirion
Herpolirion, monotipski rod jednosupnica iz porodice čepljezovki. Jedina je vrsta H. novae-zelandiae iz Australije, Tasmanije i Sjevernog i Južnog otoka Novog Zelanda.
Rod je opisan 1853.

## Sinonimi
- Herpolirion tasmaniae Hook.f.